# Csengcsou óriáskerék
A Csengcsou óriáskerék egy 120 méter magas óriáskerék a Csengcsou található Century Amusement Park nevű vidámparkban (Honan, Kína).
Az óriáskerék építése 2003-ban fejeződött be, akkor ez az óriáskerék volt Kína legmagasabb óriáskereke, és a második legmagasabb a világon a 135 méter magas London Eye után. Azóta már további három 120 méteres óriáskerék működik Kínában. A 2004-ben épült Csangsa óriáskerék, a 2007-ben épült és 2008-ban megnyitott Tianjin Eye és a 2009-ben megnyitott Szucsou óriáskerék. Ezeknél nagyobb csak a 160 méter magas Star of Nanchang, illetve ha befejeződnek a 208 méteres Beijing Great Wheel építési munkálatai, az lesz Kína és a világ legmagasabb óriáskereke.